# 五里牌街道 (岳阳市)
五里牌街道，位于湖南省岳阳市岳阳楼区，1984年5月成立。街道办事处驻岳阳楼区五里牌路。中共岳阳市委、岳阳市人民政府及岳阳楼区人民政府均设在该办事处辖区。

## 行政区划
五里牌街道辖7个社区。
- 杨树塘社区、五里牌社区、古井社区、花板桥社区、高山坡社区、佘家垅社区、四化建社区